# Chile en la Copa Mundial de Fútbol de 1974
La selección de Chile fue uno de los 16 países participantes de la Copa Mundial de Fútbol de 1974, que se realizó en Alemania Federal.
Chile llegó al Mundial luego de haber ganado el grupo 3 de las clasificatorias sudamericanas superando a Perú en partidos de ida y vuelta, y posteriormente un repechaje jugado en Montevideo, Uruguay. Esto le permitió acceder a la repesca intercontinental con un representante de la UEFA que sería la selección de la Unión Soviética. El ambiente del partido de ida en Moscú fue muy tenso, debido al momento político que pasaba Chile. En la ida empataron sin goles, y en la vuelta que se jugaría en Santiago los soviéticos decidieron no presentarse producto de la misma situación política vivida en Chile. Chile clasificó automáticamente.
Contó con la «mejor defensa de su historia». Los jugadores que destacaron fueron Elías Figueroa, Alberto Quintano, Carlos Reinoso y Guillermo Yávar. La campaña de Chile finalizó con una derrota y dos empates en tres partidos, en los cuales jugó con el balón Chile Durlast, bautizado así como homenaje al país. Convirtió un gol y recibió dos.

## Clasificación

### Grupo 3
Venezuela se retiró de la clasificación, por lo que ésta se decidió en un choque a ida y vuelta entre Chile y Perú.
| Equipo | Pts | PJ | PG | PE | PP | GF | GC | Dif |
| ------ | --- | -- | -- | -- | -- | -- | -- | --- |
| Perú   | 2   | 2  | 1  | 0  | 1  | 2  | 2  | 0   |
| Chile  | 2   | 2  | 1  | 0  | 1  | 2  | 2  | 0   |

| Fecha               | Lugar             | Partido | Partido           | Partido | Partido           | Partido |
| ------------------- | ----------------- | ------- | ----------------- | ------- | ----------------- | ------- |
| 29 de abril de 1973 | Lima              | Perú    | Bandera de Perú.  | 2:0     | Bandera de Chile. | Chile   |
| 3 de mayo de 1973   | Santiago de Chile | Chile   | Bandera de Chile. | 2:0     | Bandera de Perú.  | Perú    |

#### Partido de desempate
Chile y Perú empataron en el marcador acumulado de su enfrentamiento a ida y vuelta. Por lo que el clasificado para el play-off intercontinental se tuvo que decidir en un partido de desempate disputado en Montevideo. Chile venció en este encuentro y accedió a la eliminatoria.
| 5 de agosto de 1973 | Chile                                     | 2:1 | Perú         | Estadio Centenario, Montevideo                                |                                                               |
|                     | Francisco Valdés 45' · Rogelio Farías 57' |     | Bailetti 39' | Asistencia: 60.000 espectadores Árbitro(s): Da Rosa (Uruguay) | Asistencia: 60.000 espectadores Árbitro(s): Da Rosa (Uruguay) |

### Repesca intercontinental UEFA-Conmebol
Chile se clasificó para disputar la última media plaza correspondiente a la Conmebol. Para conseguir el pase final se enfrentó a la Unión Soviética, representante de la zona UEFA. El play-off estaba previsto disputarse a doble partido, de ida y vuelta, pero la Unión Soviética se negó a jugar la vuelta en Chile, por su desacuerdo con el golpe de Estado recientemente producido en el país y la FIFA le dio por ganada la eliminatoria a Chile, puesto que había empatado en condición de visitante.
| 26 de septiembre de 1973 | Unión Soviética | 0:0 | Chile | Estadio Central Lenin, Moscú                                         |  |
|                          |                 |     |       | Asistencia: 60.000 espectadores Árbitro(s): Armando Marques (Brasil) |  |

| 21 de noviembre de 1973                                        | Chile | W.O. | Unión Soviética | Nacional, Santiago, Chile       |  |
|                                                                |       |      |                 | Asistencia: 15.000 espectadores |  |
| Unión Soviética no se presentó al partido y fue descalificado. |       |      |                 |                                 |  |

## Plantel
- Situación previa al inicio del torneo.[3]

| #  | Región | Nombre                            | Posición  | Club                          |
| -- | ------ | --------------------------------- | --------- | ----------------------------- |
| 1  |        | Leopoldo Vallejos                 | Arquero   | Unión Española                |
| 2  |        | Rolando García                    | Defensa   | Colo-Colo                     |
| 3  |        | Alberto Quintano                  | Defensa   | Cruz Azul                     |
| 4  |        | Antonio Arias                     | Defensa   | Unión Española                |
| 5  |        | Elías Figueroa                    | Defensa   | Internacional de Porto Alegre |
| 6  |        | Juan Rodríguez †                  | Volante   | Atlético Español              |
| 7  |        | Carlos Caszely                    | Delantero | Levante UD                    |
| 8  |        | Francisco Valdés †                | Volante   | Colo-Colo                     |
| 9  |        | Sergio Ahumada                    | Delantero | Colo-Colo                     |
| 10 |        | Carlos Reinoso                    | Volante   | América                       |
| 11 |        | Leonardo Véliz                    | Delantero | Colo-Colo                     |
| 12 |        | Juan Machuca                      | Defensa   | Unión Española                |
| 13 |        | Rafael González                   | Defensa   | Colo-Colo                     |
| 14 |        | Alfonso Lara †                    | Volante   | Colo-Colo                     |
| 15 |        | Mario Galindo                     | Defensa   | Colo-Colo                     |
| 16 |        | Guillermo Páez                    | Volante   | Colo-Colo                     |
| 17 |        | Guillermo Yávar                   | Volante   | Unión Española                |
| 18 |        | Jorge Socías                      | Delantero | Universidad de Chile          |
| 19 |        | Rogelio Farías †                  | Delantero | Unión Española                |
| 20 |        | Osvaldo Castro                    | Delantero | América                       |
| 21 |        | Juan Olivares                     | Arquero   | Unión Española                |
| 22 |        | Adolfo Nef                        | Arquero   | Colo-Colo                     |
| DT |        | Luis Álamos †                     |           |                               |
| AT |        | Pedro Morales † Fernando Roldán † |           |                               |

Prenómina Mundialista.
Los siguientes jugadores formaron parte de la prenómina mundialista de 40 jugadores, mas no conformaron el plantel final.
| Nombre                 | Posición      | Club                 |
| ---------------------- | ------------- | -------------------- |
| Mario Osbén †          | Arquero       | Deportes Concepción  |
| José Luis Mendy †      | Arquero       | Huachipato           |
| Eduardo Herrera        | Defensa       | Colo-Colo            |
| Vladimir Bigorra       | Defensa       | Universidad de Chile |
| Hugo Berly †           | Defensa       | Unión Española       |
| Leonel Herrera         | Defensa       | Colo-Colo            |
| Gabriel Rodríguez      | Defensa       | Deportes Concepción  |
| Nelson Vásquez         | Mediocampista | Palestino            |
| Eduardo Cortázar       | Mediocampista | Unión Española       |
| Ignacio Prieto         | Mediocampista | Lille                |
| Miguel Ángel Gamboa    | Delantero     | Colo-Colo            |
| Sergio Messen †        | Delantero     | Palestino            |
| Julio Crisosto         | Delantero     | Colo-Colo            |
| Fernando Espinoza †    | Delantero     | Palestino            |
| Alejandro Trujillo †   | Delantero     | O'Higgins            |
| Juan Catafau           | Delantero     | Unión Española       |
| Alberto Villar †       | Delantero     | Unión Española       |
| Juan Carlos Orellana † | Delantero     | Green Cross-Temuco   |

## Participación

### Primera Fase

#### Grupo 1
| Equipo               | Pts | PJ | PG | PE | PP | GF | GC | Dif |
| -------------------- | --- | -- | -- | -- | -- | -- | -- | --- |
| Alemania Democrática | 5   | 3  | 2  | 1  | 0  | 4  | 1  | 3   |
| Alemania Federal     | 4   | 3  | 2  | 0  | 1  | 4  | 1  | 3   |
| Chile                | 2   | 3  | 0  | 2  | 1  | 1  | 2  | -1  |
| Australia            | 1   | 3  | 0  | 1  | 2  | 0  | 5  | -5  |

#### Contra Alemania Federal
| 14 de junio de 1974                                                                          | Alemania Federal | 1:0 (1:0) | Chile | Estadio Olímpico de Berlín, Berlín                        |                                                           |
|                                                                                              | Breitner 18'     | Reporte   |       | Asistencia: 83.168 espectadores Árbitro(s): Dogan Babacan | Asistencia: 83.168 espectadores Árbitro(s): Dogan Babacan |
| Carlos Caszely es el primer expulsado por el sistema de tarjeta roja instaurado por la FIFA. |                  |           |       |                                                           |                                                           |

| 1  | PO | Sepp Maier          |     |
| 2  | DF | Berti Vogts         |     |
| 3  | DF | Paul Breitner       |     |
| 4  | DF | Georg Schwarzenbeck |     |
| 5  | DF | Franz Beckenbauer   |     |
| 12 | DF | Bernhard Cullmann   | 75' |
| 14 | MC | Wolfgang Overath    |     |
| 14 | MC | Uli Hoeneß          |     |
| 9  | DE | Jürgen Grabowski    |     |
| 11 | DE | Jupp Heynckes       |     |
| 13 | DE | Gerd Müller         |     |
| DT | DT | Helmut Schön        |     |

| 1  | PO | Leopoldo Vallejos |     |
| 2  | DF | Rolando García    |     |
| 3  | DF | Alberto Quintano  |     |
| 4  | DF | Antonio Arias     |     |
| 5  | DF | Elías Figueroa    |     |
| 6  | DF | Juan Rodríguez    | 83' |
| 8  | MC | Francisco Valdés  | 76' |
| 10 | MC | Carlos Reinoso    |     |
| 16 | MC | Guillermo Páez    |     |
| 7  | DE | Carlos Caszely    |     |
| 9  | DE | Sergio Ahumada    |     |
| DT | DT | Luis Álamos       |     |

| 17 | DF | Bernd Hölzenbein | 75' |

| 14 | MC | Alfonso Lara   | 76' |
| 11 | DF | Leonardo Véliz | 83' |

| Anotado | 18' | Paul Breitner |

| Amonestado | 13' | Carlos Caszely |
| Amonestado | 47' | Carlos Reinoso |
| Amonestado | 59' | Rolando García |

| Expulsado | 67' | Carlos Caszely |

| Árbitro             | Doğan Babacan    |
| Árbitros asistentes | Jack Taylor      |
| Árbitros asistentes | Werner Winsemann |

| 1  | PO | Sepp Maier          |     |
| 2  | DF | Berti Vogts         |     |
| 3  | DF | Paul Breitner       |     |
| 4  | DF | Georg Schwarzenbeck |     |
| 5  | DF | Franz Beckenbauer   |     |
| 12 | DF | Bernhard Cullmann   | 75' |
| 14 | MC | Wolfgang Overath    |     |
| 14 | MC | Uli Hoeneß          |     |
| 9  | DE | Jürgen Grabowski    |     |
| 11 | DE | Jupp Heynckes       |     |
| 13 | DE | Gerd Müller         |     |
| DT | DT | Helmut Schön        |     |

| 1  | PO | Leopoldo Vallejos |     |
| 2  | DF | Rolando García    |     |
| 3  | DF | Alberto Quintano  |     |
| 4  | DF | Antonio Arias     |     |
| 5  | DF | Elías Figueroa    |     |
| 6  | DF | Juan Rodríguez    | 83' |
| 8  | MC | Francisco Valdés  | 76' |
| 10 | MC | Carlos Reinoso    |     |
| 16 | MC | Guillermo Páez    |     |
| 7  | DE | Carlos Caszely    |     |
| 9  | DE | Sergio Ahumada    |     |
| DT | DT | Luis Álamos       |     |

| 17 | DF | Bernd Hölzenbein | 75' |

| 14 | MC | Alfonso Lara   | 76' |
| 11 | DF | Leonardo Véliz | 83' |

| Anotado | 18' | Paul Breitner |

| Amonestado | 13' | Carlos Caszely |
| Amonestado | 47' | Carlos Reinoso |
| Amonestado | 59' | Rolando García |

| Expulsado | 67' | Carlos Caszely |

| Árbitro             | Doğan Babacan    |
| Árbitros asistentes | Jack Taylor      |
| Árbitros asistentes | Werner Winsemann |

#### Contra Alemania Democrática
| 18 de junio de 1974 | Chile       | 1:1 (0:0) | Alemania Democrática | Estadio Olímpico de Berlín, Berlín                           |                                                              |
|                     | Ahumada 69' | Reporte   | Hoffmann 55'         | Asistencia: 20.000 espectadores Árbitro(s): Aurelio Angonese | Asistencia: 20.000 espectadores Árbitro(s): Aurelio Angonese |

| 1  | PO | Leopoldo Vallejos |     |
| 2  | DF | Rolando García    |     |
| 3  | DF | Alberto Quintano  |     |
| 4  | DF | Antonio Arias     |     |
| 5  | DF | Elías Figueroa    |     |
| 12 | MC | Francisco Valdés  | 46' |
| 10 | MC | Carlos Reinoso    |     |
| 14 | MC | Guillermo Páez    |     |
| 9  | MC | Jorge Socías      | 67' |
| 11 | DE | Sergio Ahumada    |     |
| 13 | DE | Leonardo Véliz    |     |
| DT | DT | Luis Álamos       |     |

| 1  | PO | Jürgen Croy       |     |
| 2  | DF | Bernd Bransch     |     |
| 3  | DF | Konrad Weise      |     |
| 4  | DF | Siegmar Wätzlich  |     |
| 5  | DF | Gerd Kische       |     |
| 6  | MC | Jürgen Sparwasser |     |
| 8  | MC | Harald Irmscher   |     |
| 10 | MC | Wolfgag Seguin    | 29' |
| 16 | DE | Joachim Streich   |     |
| 7  | DE | Eberhard Vogel    | 72' |
| 9  | DE | Martin Hoffmann   |     |
| DT | DT | Georg Buschner    |     |

| 17 | MC | Guillermo Yávar | 46' |
| 19 | MC | Rogelio Farías  | 67' |

| 9  | MC | Peter Ducke          | 29' |
| 10 | DE | Hans-Jürgen Kreische | 72' |

| Anotado | 69' | Sergio Ahumada |

| Anotado | 55' | Martin Hoffmann |

| Amonestado | 56' | Leonardo Véliz |
| Amonestado | 60' | Guillermo Páez |

| Amonestado | 65' | Gerd Kische |

| Árbitro             | Aurelio Angonese |
| Árbitros asistentes | Rudolf Scheurer  |
| Árbitros asistentes | Bob Davidson     |

| 1  | PO | Leopoldo Vallejos |     |
| 2  | DF | Rolando García    |     |
| 3  | DF | Alberto Quintano  |     |
| 4  | DF | Antonio Arias     |     |
| 5  | DF | Elías Figueroa    |     |
| 12 | MC | Francisco Valdés  | 46' |
| 10 | MC | Carlos Reinoso    |     |
| 14 | MC | Guillermo Páez    |     |
| 9  | MC | Jorge Socías      | 67' |
| 11 | DE | Sergio Ahumada    |     |
| 13 | DE | Leonardo Véliz    |     |
| DT | DT | Luis Álamos       |     |

| 1  | PO | Jürgen Croy       |     |
| 2  | DF | Bernd Bransch     |     |
| 3  | DF | Konrad Weise      |     |
| 4  | DF | Siegmar Wätzlich  |     |
| 5  | DF | Gerd Kische       |     |
| 6  | MC | Jürgen Sparwasser |     |
| 8  | MC | Harald Irmscher   |     |
| 10 | MC | Wolfgag Seguin    | 29' |
| 16 | DE | Joachim Streich   |     |
| 7  | DE | Eberhard Vogel    | 72' |
| 9  | DE | Martin Hoffmann   |     |
| DT | DT | Georg Buschner    |     |

| 17 | MC | Guillermo Yávar | 46' |
| 19 | MC | Rogelio Farías  | 67' |

| 9  | MC | Peter Ducke          | 29' |
| 10 | DE | Hans-Jürgen Kreische | 72' |

| Anotado | 69' | Sergio Ahumada |

| Anotado | 55' | Martin Hoffmann |

| Amonestado | 56' | Leonardo Véliz |
| Amonestado | 60' | Guillermo Páez |

| Amonestado | 65' | Gerd Kische |

| Árbitro             | Aurelio Angonese |
| Árbitros asistentes | Rudolf Scheurer  |
| Árbitros asistentes | Bob Davidson     |

#### Contra Australia
| 22 de junio de 1974 | Australia | 0:0     | Chile | Estadio Olímpico de Berlín, Berlín                       |                                                          |
|                     |           | Reporte |       | Asistencia: 14.681 espectadores Árbitro(s): Jafar Namdar | Asistencia: 14.681 espectadores Árbitro(s): Jafar Namdar |

| 1  | PO | Jack Reilly      |     |
| 2  | DF | Doug Utjesenovic |     |
| 3  | DF | Peter Wilson     |     |
| 4  | DF | Manfred Schäfer  |     |
| 5  | DF | Colin Curran     | 83' |
| 6  | MC | Ray Richards     |     |
| 7  | MC | Jimmy Rooney     |     |
| 8  | MC | Jimmy Mackay     |     |
| 11 | DE | Attila Abonyi    |     |
| 12 | DE | Adrian Alston    | 65' |
| 20 | DE | Branko Buljevic  |     |
| DT | DT | Rale Rasic       |     |

| 1  | PO | Leopoldo Vallejos |     |
| 2  | DF | Rolando García    |     |
| 3  | DF | Alberto Quintano  |     |
| 4  | DF | Antonio Arias     |     |
| 5  | DF | Elías Figueroa    |     |
| 8  | MC | Francisco Valdés  | 57' |
| 10 | MC | Carlos Reinoso    |     |
| 16 | MC | Guillermo Páez    |     |
| 7  | DE | Carlos Caszely    |     |
| 9  | DE | Sergio Ahumada    |     |
| 11 | DE | Leonardo Véliz    | 72' |
| DT | DT | Luis Álamos       |     |

| 13 | DE | Peter Ollerton | 65' |
| 15 | DF | Harry Williams | 83' |

| 17 | MC | Rogelio Farías  | 57' |
| 19 | DE | Guillermo Yávar | 72' |

| Amonestado | 37' | Ray Richards |

| Expulsado | 83' | Ray Richards |

| Árbitro             | Jafar Namdar    |
| Árbitros asistentes | Vital Loraux    |
| Árbitros asistentes | Arie van Gemert |

| 1  | PO | Jack Reilly      |     |
| 2  | DF | Doug Utjesenovic |     |
| 3  | DF | Peter Wilson     |     |
| 4  | DF | Manfred Schäfer  |     |
| 5  | DF | Colin Curran     | 83' |
| 6  | MC | Ray Richards     |     |
| 7  | MC | Jimmy Rooney     |     |
| 8  | MC | Jimmy Mackay     |     |
| 11 | DE | Attila Abonyi    |     |
| 12 | DE | Adrian Alston    | 65' |
| 20 | DE | Branko Buljevic  |     |
| DT | DT | Rale Rasic       |     |

| 1  | PO | Leopoldo Vallejos |     |
| 2  | DF | Rolando García    |     |
| 3  | DF | Alberto Quintano  |     |
| 4  | DF | Antonio Arias     |     |
| 5  | DF | Elías Figueroa    |     |
| 8  | MC | Francisco Valdés  | 57' |
| 10 | MC | Carlos Reinoso    |     |
| 16 | MC | Guillermo Páez    |     |
| 7  | DE | Carlos Caszely    |     |
| 9  | DE | Sergio Ahumada    |     |
| 11 | DE | Leonardo Véliz    | 72' |
| DT | DT | Luis Álamos       |     |

| 13 | DE | Peter Ollerton | 65' |
| 15 | DF | Harry Williams | 83' |

| 17 | MC | Rogelio Farías  | 57' |
| 19 | DE | Guillermo Yávar | 72' |

| Amonestado | 37' | Ray Richards |

| Expulsado | 83' | Ray Richards |

| Árbitro             | Jafar Namdar    |
| Árbitros asistentes | Vital Loraux    |
| Árbitros asistentes | Arie van Gemert |

## Estadísticas

### Participación de jugadores
| #  | Pos        | Jugador           | PJ (T/S) | Minutos Jugados | Goles recibidos | Atajos | Tarjetas Amarillas | Doble Tarjeta Amarilla y Roja | Tarjetas Rojas |
| -- | ---------- | ----------------- | -------- | --------------- | --------------- | ------ | ------------------ | ----------------------------- | -------------- |
| 1  | Guardameta | Leopoldo Vallejos | 3(3/0)   | 270'            | 0               | 18     | 0                  | 0                             | 0              |
| 21 | Guardameta | Juan Olivares     | 0        | 0               | 0               | 0      | 0                  | 0                             | 0              |
| 22 | Guardameta | Adolfo Nef        | 0        | 0               | 0               | 0      | 0                  | 0                             | 0              |

| #  | Pos            | Jugador                 | PJ (T/S) | Minutos Jugados | (P) | Asistencias | Tarjetas Amarillas | Doble Tarjeta Amarilla y Roja | Tarjetas Rojas |
| -- | -------------- | ----------------------- | -------- | --------------- | --- | ----------- | ------------------ | ----------------------------- | -------------- |
| 2  | Defensa        | Rolando García Jiménez  | 3(3/0)   | 270'            | 0   | 0           | 1                  | 0                             | 0              |
| 3  | Defensa        | Alberto Quintano        | 3(3/0)   | 270'            | 0   | 0           | 0                  | 0                             | 0              |
| 4  | Defensa        | Antonio Arias Mujica    | 3(3/0)   | 270'            | 0   | 0           | 0                  | 0                             | 0              |
| 5  | Defensa        | Elias Figueroa          | 3(3/0)   | 270'            | 0   | 0           | 0                  | 0                             | 0              |
| 6  | Defensa        | Juan Rodríguez Vega     | 1(1/0)   | 83'             | 0   | 0           | 0                  | 0                             | 0              |
| 7  | Delantero      | Carlos Caszely          | 2(2/0)   | 147'            | 0   | 0           | 1                  | 0                             | 1              |
| 8  | Centrocampista | Francisco Valdés Muñoz  | 3(3/0)   | 158'            | 0   | 1           | 0                  | 0                             | 0              |
| 9  | Delantero      | Sergio Ahumada          | 3(3/0)   | 270'            | 1   | 0           | 0                  | 0                             | 0              |
| 10 | Centrocampista | Carlos Reinoso          | 3(3/0)   | 270'            | 0   | 0           | 1                  | 0                             | 0              |
| 11 | Delantero      | Leonardo Véliz          | 3(2/1)   | 169'            | 0   | 0           | 1                  | 0                             | 0              |
| 12 | Defensa        | Juan Machuca            | 0        | 0               | 0   | 0           | 0                  | 0                             | 0              |
| 13 | Defensa        | Rafael González Córdova | 0        | 0               | 0   | 0           | 0                  | 0                             | 0              |
| 14 | Centrocampista | Alfonso Lara            | 1(0/1)   | 14'             | 0   | 0           | 0                  | 0                             | 0              |
| 15 | Defensa        | Mario Galindo           | 0        | 0               | 0   | 0           | 0                  | 0                             | 0              |
| 16 | Centrocampista | Guillermo Paez          | 3(3/0)   | 270'            | 0   | 0           | 1                  | 0                             | 0              |
| 17 | Centrocampista | Guillermo Yavar         | 2(0/2)   | 63'             | 0   | 0           | 0                  | 0                             | 0              |
| 18 | Delantero      | Jorge Socías            | 1(1/0)   | 67'             | 0   | 0           | 0                  | 0                             | 0              |
| 19 | Delantero      | Rogelio Farías          | 2(0/2)   | 56'             | 0   | 0           | 0                  | 0                             | 0              |
| 20 | Delantero      | Osvaldo Castro          | 0        | 0               | 0   | 0           | 0                  | 0                             | 0              |

### Goleadores
| Jugador          | Clasificatorias | Copa Mundial | Total |
| ---------------- | --------------- | ------------ | ----- |
| Sergio Ahumada   | 1               | 1            | 2     |
| Julio Crisosto   | 1               | 0            | 1     |
| Francisco Valdés | 1               | 0            | 1     |
| Rogelio Farías   | 1               | 0            | 1     |